# João Fernandes Lavrador
João Fernandes Lavrador (IPA:[ʒuˈɐ̃w̃ fɨɾˈnɐ̃ðɨʃ lɐvɾɐˈðoɾ])  portugál felfedező a XV. század  végén. Ő hajózta végig először Észak-Amerika északkeleti partjait, s felfedezte a róla elnevezett Labrador-félszigetet is. Szintén ő térképezte fel Grönland délnyugati partjait. A Labrador retriever kutyafajta a nevét a félszigetről kapta, s ezáltal közvetve a felfedezőről.
(Nem összetévesztendő az azonos nevű (João Fernandes) utazóval, aki a Nyugat-Szahara felfedezésében játszott szerepet.)

## Nevének eredete
A családi neve Fernandes volt. Mint földbirtokos használhatta a ”lavrador” címet melynek jelentése  ”gazda – szántó”.

## Felfedezései
I. Mánuel portugál király 1498-ban megbízást adott neki az Atlanti-óceánnak, a Tordesillasi szerződésben Portugáliának ítélt, északnyugati területeinek felkutatására.
Fernandes és Pêro de Barcelos voltak az elsők akik 1498-ban megpillantották a ma Labrador-félszigetként ismert partot. Abban a hitben, hogy egy szigetet fedeztek fel, tiszteletére Labrador-szigetnek vagy Labrador-földnek nevezték el.
A felfedezett területeken a király sok földet adományozott neki, és őt tartják az első európai földbirtokosnak Labradorban.
Grönlandról visszatérve, Bristolba hajózott ahol megbizást kapott VII. Henrik angol királytól,  hogy újabb területeket fedezzen fel Anglia számára. Fernandes 1501-ben vitorlázott el erre a felfedező útra, és nyomtalanul eltűnt.

## Fordítás
- Ez a szócikk részben vagy egészben  a   João Fernandes Lavrador című angol Wikipédia-szócikk fordításán alapul.  Az eredeti cikk szerkesztőit annak laptörténete sorolja fel. Ez a jelzés csupán a megfogalmazás eredetét és a szerzői jogokat jelzi, nem szolgál a cikkben szereplő információk forrásmegjelöléseként.